# Azul (miasto)
Azul – miasto we wschodniej Argentynie, w prowincji Buenos Aires. Według spisu ludności z 2001 Azul liczy ok. 62500 mieszkańców. Położone ok. 300 km na południe od Buenos Aires. Główną działalnością gospodarczą jest rolnictwo i eksport mięsa.